# طاقه

 طاقه  (به عربی:  ولایة طاقة ) یکی از شهرها و شهرستان‌های استان ظفار در کشور پادشاهی عمان است. 

## جمعیت
جمعیت آن  در حدود ۱۷۲۷۰  هزار نفر می‌باشد.